# Saint-Aubin-des-Chaumes
Pour les articles homonymes, voir Saint-Aubin.
Saint-Aubin-des-Chaumes est une commune française située dans le département de la Nièvre, en région Bourgogne-Franche-Comté.

## Géographie

### Localisation
La commune se situe dans le Morvan et de son parc naturel régional, non loin de Bazoches et de son château qui fut la demeure du maréchal Vauban.
Elle est composée uniquement de deux villages : Charancy et Chalvron.

### Géologie et relief
La commune est classée en zone de sismicité 1, correspondant à une sismicité très faible.

### Climat
Pour des articles plus généraux, voir Climat de la Bourgogne-Franche-Comté et Climat de la Nièvre.
En 2010, le climat de la commune est de type climat océanique dégradé des plaines du Centre et du Nord, selon une étude du Centre national de la recherche scientifique s'appuyant sur une série de données couvrant la période 1971-2000. En 2020, Météo-France publie une typologie des climats de la France métropolitaine dans laquelle la commune est exposée à un climat océanique altéré et est dans la région climatique  Lorraine, plateau de Langres, Morvan, caractérisée par un hiver rude (1,5 °C), des vents modérés et des brouillards fréquents en automne et hiver. 
Pour la période 1971-2000, la température annuelle moyenne est de 10,7 °C, avec une amplitude thermique annuelle de 16,5 °C. Le cumul annuel moyen de précipitations est de 894 mm, avec 12,4 jours de précipitations en janvier et 8,2 jours en juillet. Pour la période 1991-2020, la température moyenne annuelle observée sur la station météorologique de Météo-France la plus proche, « Lormes_sapc », sur la commune de Lormes à 12 km à vol d'oiseau, est de 11,2 °C et le cumul annuel moyen de précipitations est de 1 071,3 mm. 
La température maximale relevée sur cette station est de 40,7 °C, atteinte le 25 juillet 2019 ; la température minimale est de −18,1 °C, atteinte le 12 janvier 1987,,. 
Les paramètres climatiques de la commune ont été estimés pour le milieu du siècle (2041-2070) selon différents scénarios d'émission de gaz à effet de serre à partir des nouvelles projections climatiques de référence DRIAS-2020. Ils sont consultables sur un site dédié publié par Météo-France en novembre 2022.

## Urbanisme

### Typologie
Au 1er janvier 2024, Saint-Aubin-des-Chaumes est catégorisée commune rurale à habitat très dispersé, selon la nouvelle grille communale de densité à sept niveaux définie par l'Insee en 2022.
Elle est située hors unité urbaine. Par ailleurs la commune fait partie de l'aire d'attraction d'Avallon, dont elle est une commune de la couronne,. Cette aire, qui regroupe 74 communes, est catégorisée dans les aires de moins de 50 000 habitants,.

### Occupation des sols

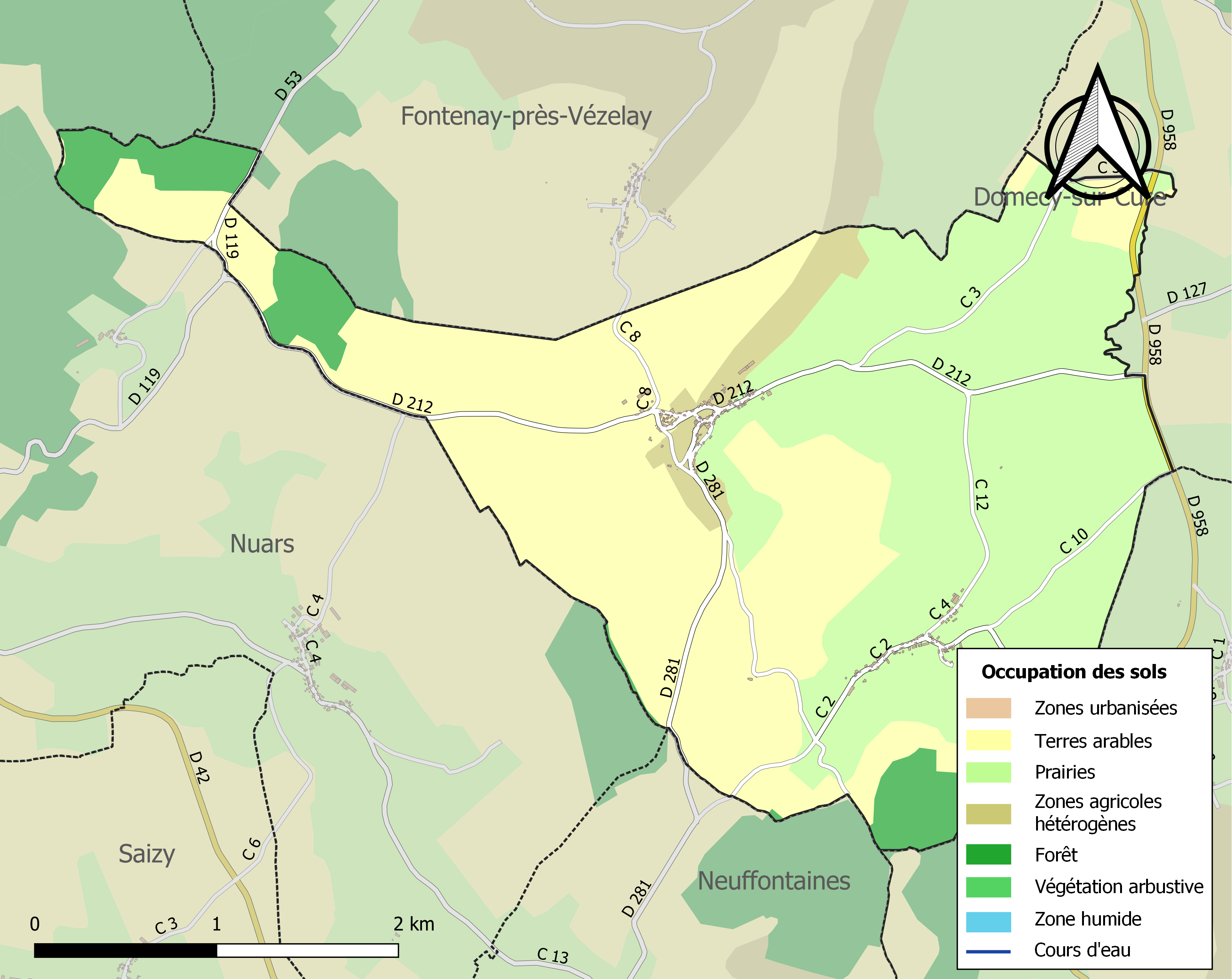
Carte des infrastructures et de l'occupation des sols de la commune en 2018 (CLC).

L'occupation des sols de la commune, telle qu'elle ressort de la base de données européenne d’occupation biophysique des sols Corine Land Cover (CLC), est marquée par l'importance des territoires agricoles (92,7 % en 2018), une proportion identique à celle de 1990 (92,7 %). La répartition détaillée en 2018 est la suivante : prairies (45,3 %), terres arables (43,8 %), forêts (7,3 %), zones agricoles hétérogènes (3,6 %).

### Logement
En 2013, le nombre total de logements dans la commune était de 96. Parmi ces logements, 40,8 % étaient des résidences principales, 46,7 % des résidences secondaires et 12,5 % des logements vacants.
La part des ménages propriétaires de leur résidence principale s’élevait à 81,6 %.

## Histoire

### Antiquité
À l'époque antique, la commune de Saint-Aubin-des-Chaumes voit se développer une petite agglomération en lien avec un sanctuaire gallo-romain dédié au dieu Gobannus, le sanctuaire de Couan. Ce sanctuaire, dédié au dieu forgeron, est probablement à mettre en relation avec les établissements métallurgiques antiques voisins du Crot-au-Port, dans la forêt domaniale de Chauffour-Ferrières, à Fontenay-près-Vézelay. Deux campagnes de fouilles réalisées en 2016 et 2018, ont permis de révéler un enclos quadrangulaire de 20 x 30 m avec un temple carré de 13 m de côté. Le site religieux pourrait avoir été abandonné à la fin du VIe siècle de notre ère. Il a été identifié à la suite d'un pillage archéologique dans les années 1970.

### Époques médiévale et moderne
Sous l'Ancien Régime la commune portait le nom de Charency. 

## Politique et administration
| Période                                  | Période  | Identité             | Étiquette | Qualité     |
| ---------------------------------------- | -------- | -------------------- | --------- | ----------- |
|                                          | 1953     | Dupuis               | PS        | Agriculteur |
| 1953                                     | 1971     | Emmanuel Darcy       | PS        | Agriculteur |
| 1971                                     | 1995     | André Rouzé          | PS        | Agriculteur |
| 1995                                     | 2020     | Bruno Gardey de Soos | SE        | Général     |
| 2020                                     | En cours | Étienne Bera         |           |             |
| Les données manquantes sont à compléter. |          |                      |           |             |

## Démographie
L'évolution du nombre d'habitants est connue à travers les recensements de la population effectués dans la commune depuis 1800. Pour les communes de moins de 10 000 habitants, une enquête de recensement portant sur toute la population est réalisée tous les cinq ans, les populations de référence des années intermédiaires étant quant à elles estimées par interpolation ou extrapolation. Pour la commune, le premier recensement exhaustif entrant dans le cadre du nouveau dispositif a été réalisé en 2006.

En 2022, la commune comptait 68 habitants, en évolution de −4,23 % par rapport à 2016 (Nièvre : −3,28 %, France hors Mayotte : +2,11 %).
| 1800 | 1806 | 1821 | 1831 | 1836 | 1841 | 1846 | 1851 | 1856 |
| ---- | ---- | ---- | ---- | ---- | ---- | ---- | ---- | ---- |
| 412  | 394  | 482  | 509  | 503  | 508  | 538  | 500  | 463  |

| 1861 | 1866 | 1872 | 1876 | 1881 | 1886 | 1891 | 1896 | 1901 |
| ---- | ---- | ---- | ---- | ---- | ---- | ---- | ---- | ---- |
| 471  | 445  | 442  | 444  | 417  | 451  | 437  | 422  | 357  |

| 1906 | 1911 | 1921 | 1926 | 1931 | 1936 | 1946 | 1954 | 1962 |
| ---- | ---- | ---- | ---- | ---- | ---- | ---- | ---- | ---- |
| 324  | 312  | 226  | 225  | 211  | 205  | 184  | 165  | 152  |

| 1968 | 1975 | 1982 | 1990 | 1999 | 2006 | 2011 | 2016 | 2021 |
| ---- | ---- | ---- | ---- | ---- | ---- | ---- | ---- | ---- |
| 119  | 107  | 103  | 98   | 88   | 69   | 84   | 71   | 69   |

| 2022 | - | - | - | - | - | - | - | - |
| ---- | - | - | - | - | - | - | - | - |
| 68   | - | - | - | - | - | - | - | - |

## Économie

### Revenus de la population et fiscalité
Pas de statistiques sur les Ménages fiscaux.

### Emploi
En 2014, le nombre total d’emplois dans la zone était de huit, occupant 29 actifs résidants (salariés et non-salariés) .
Le taux d’activité de la population âgée de 15 à 64 ans s'élevait à  75,6 % contre un taux de chômage (au sens du recensement) de 25,8 %. Les inactifs se répartissent de la façon suivante : étudiants et stagiaires non rémunérés 7,3 %, retraités ou préretraités 9,8 %, autres inactifs 7,3 %.

## Culture locale et patrimoine

### Lieux et monuments

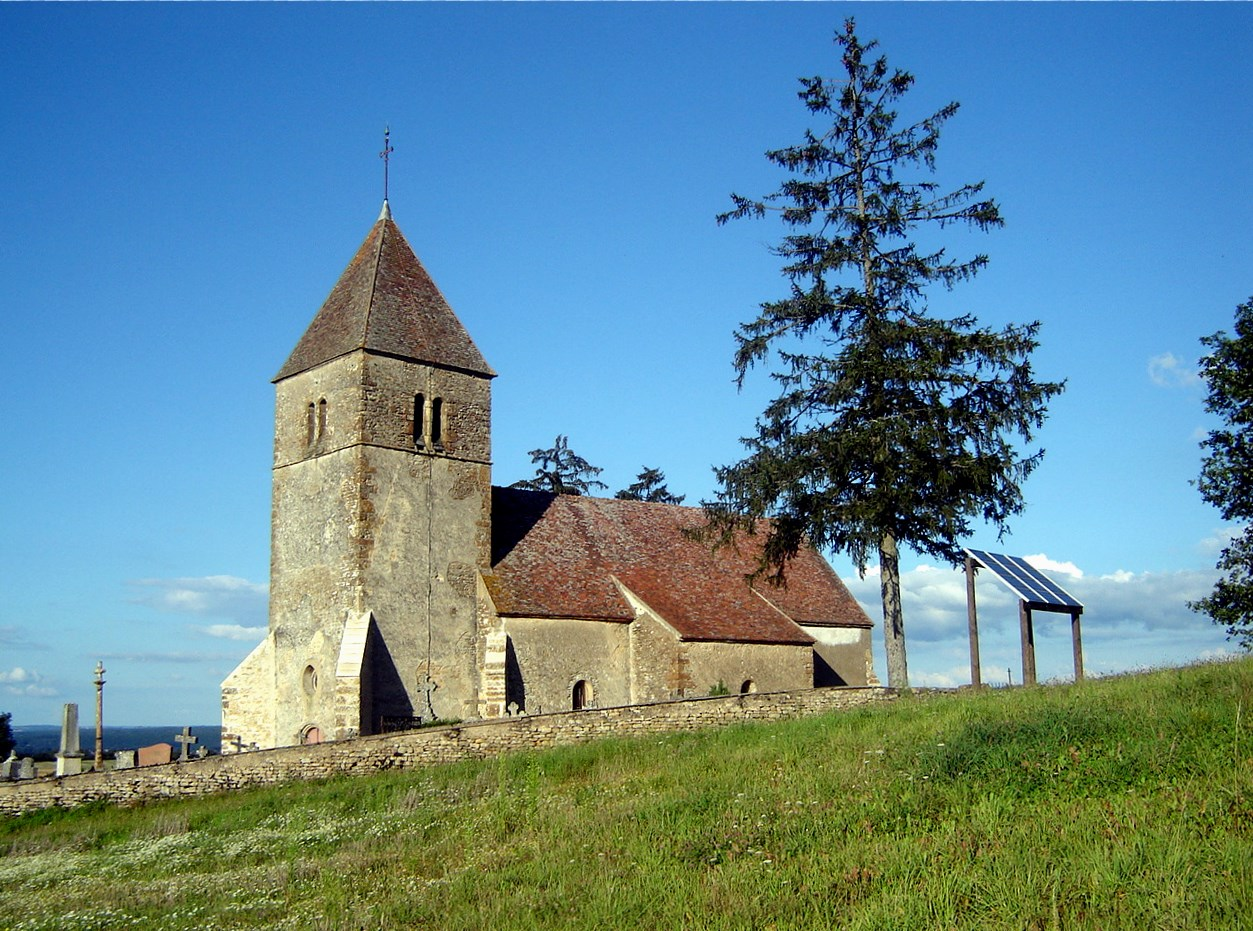
L‘église paroissiale.

- L'église paroissiale : bâtie en moellons de calcaire au XVIe siècle, puis aménagée au XIXe siècle, l’église possède un clocher-porche carré recouvert de tuile plate. Le porche, la nef à deux travées ainsi que le chœur sont voutés en ogives. Le chevet est plat[1].
- Le mont Saint-Aubin
- Les châteaux de Chalvron
- La Guéjouée
- Les comatays

et autres promenades touristiques enrichissantes.

## Personnalités liées à la commune
- Jean-Baptiste Jourdan, (1757-1829 à Saint-Aubin)[23], premier maire constitutionnel de la commune, député de la Nièvre et conseiller général, a donné son nom à la rue principale de Chalvron.
- Athanase Jean Léger Jourdan (1791-1826), homme de droit, un des fondateurs du journal de jurisprudence La Thémis.
- Théodore Caruelle d'Aligny, (1798-1871), artiste peintre paysagiste né dans la commune le 24 janvier 1798.